# پیراهن
پیراهن نوعی پوشاک است که برای بالاتنه استفاده می‌شود. در اصل پیراهن نوعی پوشاک است که عمدتاً مردان در زیر لباس رسمی می‌پوشند. پیراهن مردانه در دو نوع آستین کوتاه و بلند تولید می‌شود و انواع یقه را دارد.
بیشتر پیراهن‌های مردانه روی سینه چپ خود جیب دارند که به ندرت مورد استفاده قرار می‌گیرد، جیب در پیراهن‌های مردانه برای ایجاد تنوع در مدل افزوده شده‌است و کاربرد و ضرورت خاصی ندار.

## انواع پیراهن
- پیراهن‌های اسپرت
- تی شرت یقه دار یا پیراهن گلف
- کشباف ورزشی تیم‌ها
- تی شرت
- کشباف مردانه
- لباس رسمی

## تاریخچه پیراهن
در سال ۱۸۷۱ شرکت برون و دیویس (Brown & Davis Co) اولین نوع پیراهن را که قسمت سینه آن با دکمه بسته می‌شد، به ثبت رساند. تا پیش از آن مردم پیراهن را از سر به تن می‌کردند و پیراهن به یکی از لباس‌های محبوب آقایان تبدیل شد.
تا قرن هجدهم پیراهن به عنوان زیرپوش استفاده می‌شود و تنها یقه آن قابل مشاهده بود. تا اواخر قرن نوزدهم پیراهن سفید مظهر ادب بود. فقط ثروتمندان پیراهن خود را چندین بار برای شستشو می‌دادند. با توجه به اینکه انجام بسیاری از کارها به تمیزی پیراهن صدمه می‌زد، فقط شخصیت‌های خاصی مثل اشراف و ثروتمندان می‌توانستند آن را بپوشند.
به‌طور سنتی پیراهن البسه ای مردانه است. هرچند زنان در بسیاری از موارد در گذشته بلوز می‌پوشیده‌اند. در هر حال در اواسط قرن هجدهم میلادی کم‌کم به لباسی مناسب زنان نیز تبدیل شدند تا آنکه امروزه لباسی شناخته می‌شوند که هر دو جنسیت آن را می‌پوشند.

## اجزا
- یقه
- سرآستین
- آستین بلند (در نسخه‌های قدیمی و در نسخه‌های جدید آستین کوتاه نیز وجود دارد)
- دکمه (به‌طور سنتی هفت یا هشت دکمه)[۴]

## اتو کشی
اتو کشی پیراهن نسبت به تی‌شرت سخت‌تر است. و معمولاً زمان بیشتری برای اتوکشی صرف می‌شود.